# القائمة اليمنية لأهم الإرهابيين المطلوبين
تمتلك اليمن قائمة بأسماء الإرهابيين المشتبه فيهم المطلوبين.  في 30 مارس عام 2009، أضافت اليمن 38 اسمًا جديدًا إلى قائمة الإرهابيين المطلوبين، معظمهم من المسلحين المرتبطين بتنظيم القاعدة. وبذلك، ارتفع عدد الأفراد المدرجين في القائمة إلى 154.  وتضم القائمة 85 فرداً مدرجين أيضاً على القائمة السعودية لأبرز الإرهابيين المطلوبين المشتبه فيهم .